# Parafia Zesłania Ducha Świętego w Częstochowie
Parafia Zesłania Ducha Świętego w Częstochowie – rzymskokatolicka parafia, położona w dekanacie Częstochowa – św. Antoniego z Padwy, archidiecezji częstochowskiej w Polsce.

## Historia
Parafia została erygowana przez arcybiskupa Stanisława Nowaka 25 listopada 2001 roku, a jej teren wydzielono z parafii św. Urszuli Ledóchowskiej. Od 1998 roku trwały starania zmierzające do powołania tu samodzielnego duszpasterstwa. W sierpniu 2001 roku, zlecenie znalezienia lokalizacji dla kościoła i siedziby parafii otrzymał ks. Roman Łodziński. On też został jej organizatorem i pierwszym proboszczem. Po zakupieniu odpowiedniego placu i uregulowaniu wszelkich formalności przystąpiono do budowy tymczasowej kaplicy oraz pomieszczeń duszpastersko-mieszkalnych. W zaadaptowanej ze szklarni kaplicy została odprawiona pierwsza msza św. jeszcze przed powstaniem parafii, 21 listopada 2001 roku, a metropolita częstochowski S. Nowak poświęcił ją w uroczystość Chrystusa Króla 2001 roku. Odtąd trwały przygotowania do wszczęcia budowy kościoła parafialnego i kompleksu duszpastersko-parafialnego. W listopadzie 2002 r. dokupiono działkę, a w następnym roku przyłączono media. Udało się również założyć ogrzewanie i ukończyć pomieszczenia mieszkalne dla księży. 10 maja 2006 roku ruszyła budowa świątyni. Dnia 23 listopada 2008 roku arcybiskup S. Nowak wmurował kamień węgielny i poświęcił mury nowego kościoła, w którym odtąd jest sprawowana codzienna i świąteczna Liturgia. Obecnie wciąż trwają prace wykończeniowe kościoła i domu parafialnego z ogniskiem wychowawczym.

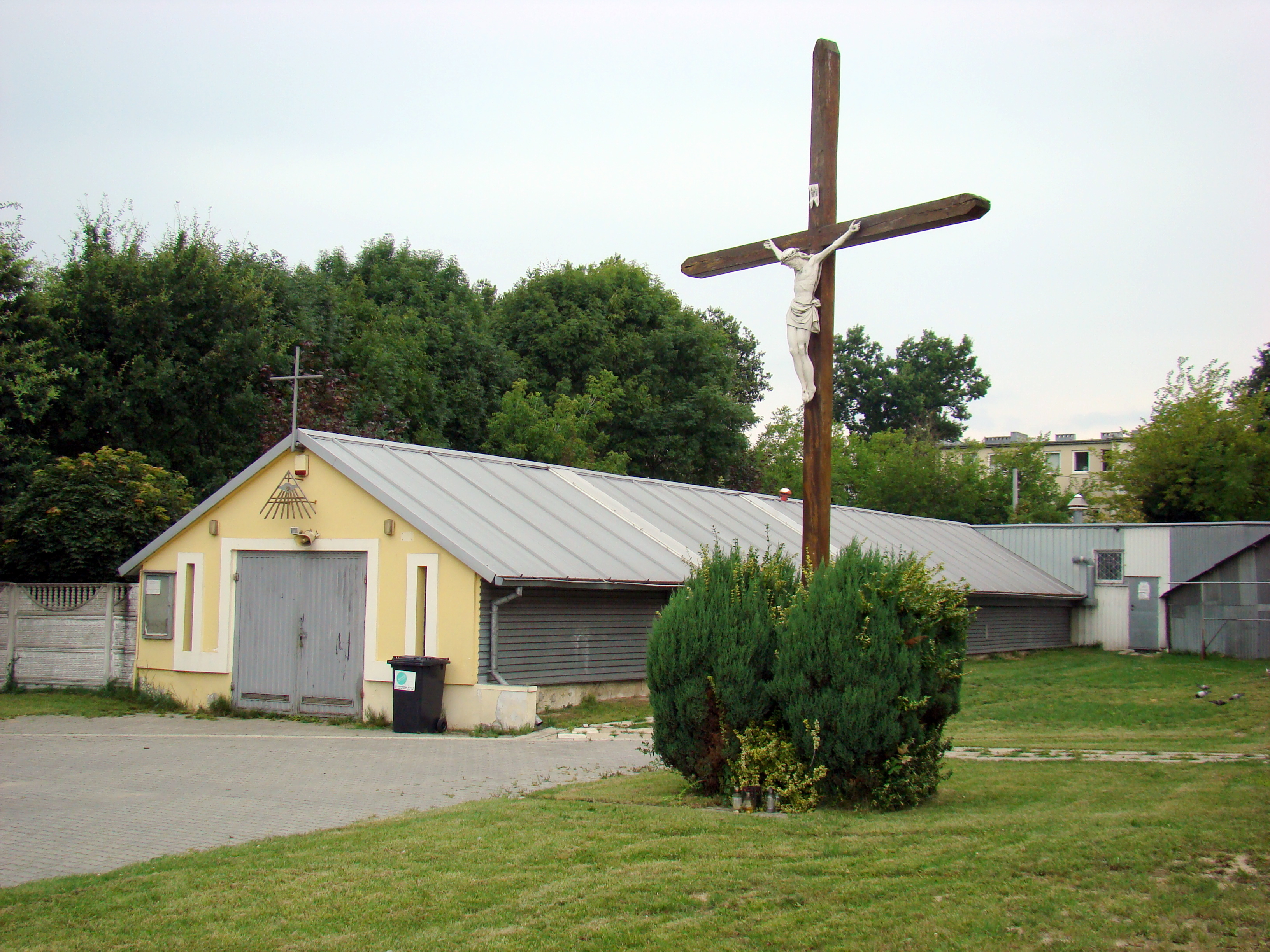
Tymczasowa kaplica zaadaptowana ze szklarni w 2001 roku